# Oliver Stark
Oliver Leon Jones (Londres, 27 de junho de 1991), mais conhecido como Oliver Stark, é um ator britânico. Ele é mais conhecido por interpretar Ryder em Into the Badlands e Evan 'Buck' Buckley em 9-1-1.

## Filmografia

### Cinema
| Ano  | Título                                 | Papel          | Notas          |
| ---- | -------------------------------------- | -------------- | -------------- |
| 2010 | Break In                               | Jeremy         |                |
| 2010 | Talking to the Filth                   | Luke           | Curta-metragem |
| 2011 | Always There                           | John Dagsworth | Curta-metragem |
| 2011 | Spirit                                 | Goof           | Curta-metragem |
| 2012 | Community                              | Pack Leader    |                |
| 2012 | Follow                                 | Corey          | Curta-metragem |
| 2012 | 12                                     | Vítima         | Curta-metragem |
| 2013 | The Adventurer: Curse of the Midas Box | Glocky         |                |
| 2014 | Montana                                | Cal            |                |
| 2015 | Hard Tide                              | Alfie Fisher   |                |
| 2016 | Underworld: Blood Wars                 | Gregor         |                |
| 2017 | MindGamers                             | Dylan          |                |

### Televisão
| Ano           | Título            | Papel               | Notas                         |
| ------------- | ----------------- | ------------------- | ----------------------------- |
| 2011          | Casualty          | Kyle DeNane         | Episódio: "Natural Selection" |
| 2013          | Luther            | Shaun Butler        | Episódio: #3.3                |
| 2013          | Big Bad World     | Adolescente mau     | Episódio: #1.3                |
| 2013          | Dracula           | PC Barraclough      | Episódio: "Come to Die"       |
| 2015          | Venus vs. Mars    | Steven Jones        | Episódio: "First Date Rules"  |
| 2015–2017     | Into the Badlands | Ryder               | 16 episódios                  |
| 2018–presente | 9-1-1             | Evan 'Buck' Buckley | Elenco principal              |
| 2021          | 9-1-1: Lone Star  | Evan 'Buck' Buckley | Episódio: "Hold the Line"     |